# Akkerzenegroen
Akkerzenegroen (Ajuga chamaepitys, synoniemen: Teucrium chamaepitys, Camaepitys vulgaris, Chamaepitys trifida) is een eenjarige plant, die behoort tot de lipbloemenfamilie (Labiatae of Lamiaceae). Het is een plant van kalkrijke landbouwgrond. Akkerzenegroen komt van nature voor in Eurazië. In Nederland komt de plant in Zeeland voor. Ze staat op de Nederlandse Rode lijst van planten als niet meer in Nederland voorkomend. Het aantal chromosomen is 2n = 28.
De grijs-groene plant heeft een aromatische geur.
De plant wordt 5–20 cm hoog en heeft een vierkantige, harige, meestal purperrode stengel. De behaarde bladeren zijn, behalve de onderste, driedelig met lijnvormige slippen.
Akkerzenegroen bloeit vanaf mei tot de herfst met gele, rood of paars gevlekte, geurende, 0,7-1,5 cm lange bloemen. De kroonbuis heeft van binnen een ring van haren. De bovenlip is tweelobbig en zeer kort en de onderlip driespletig. De vier meeldraden steken uit de kroonbuis. De bloemen zijn alleenstaand en zitten in de bladoksels.
De 4 mm lange en 1,5 mm brede vrucht is een vierdelige splitvrucht.

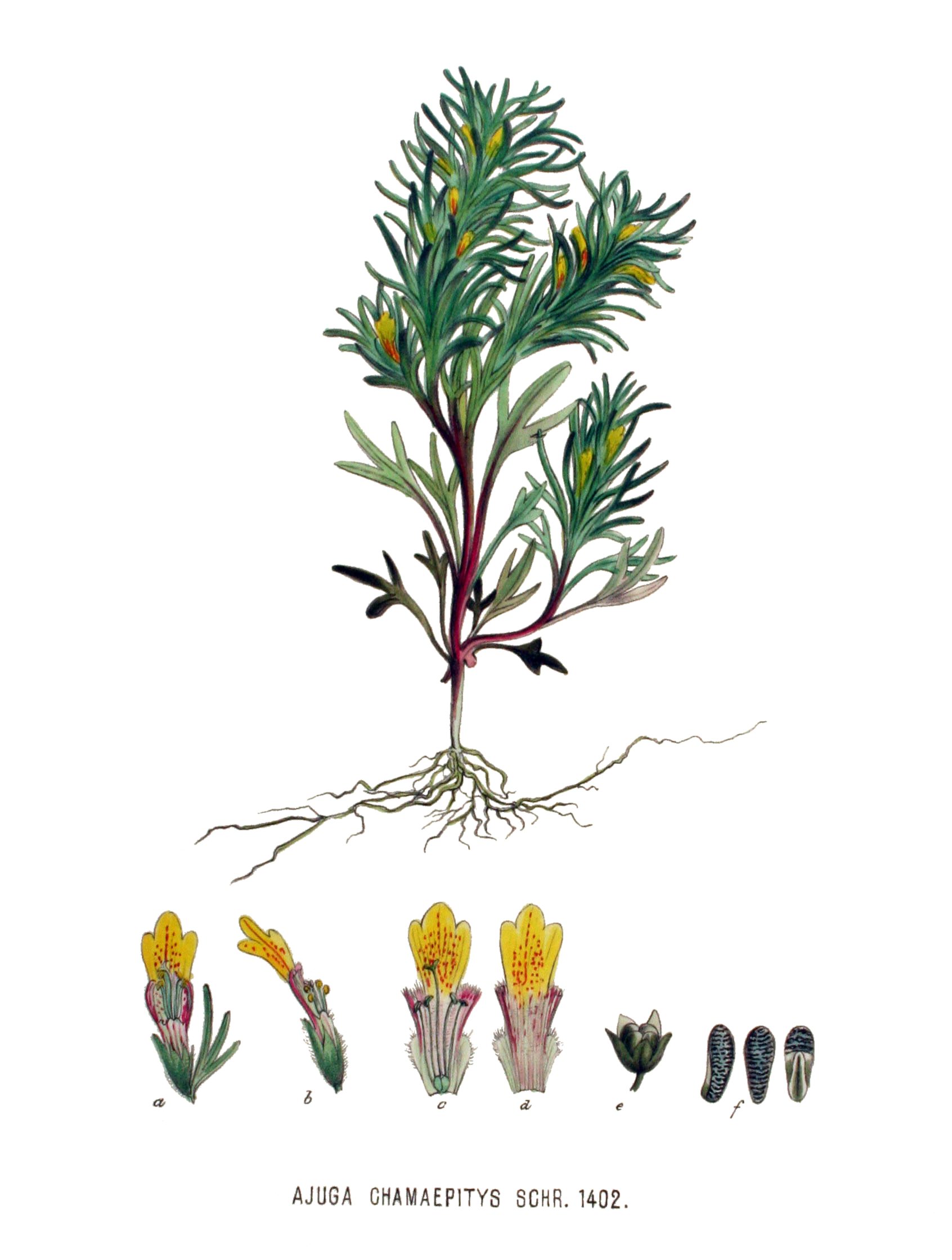
Flora Batava
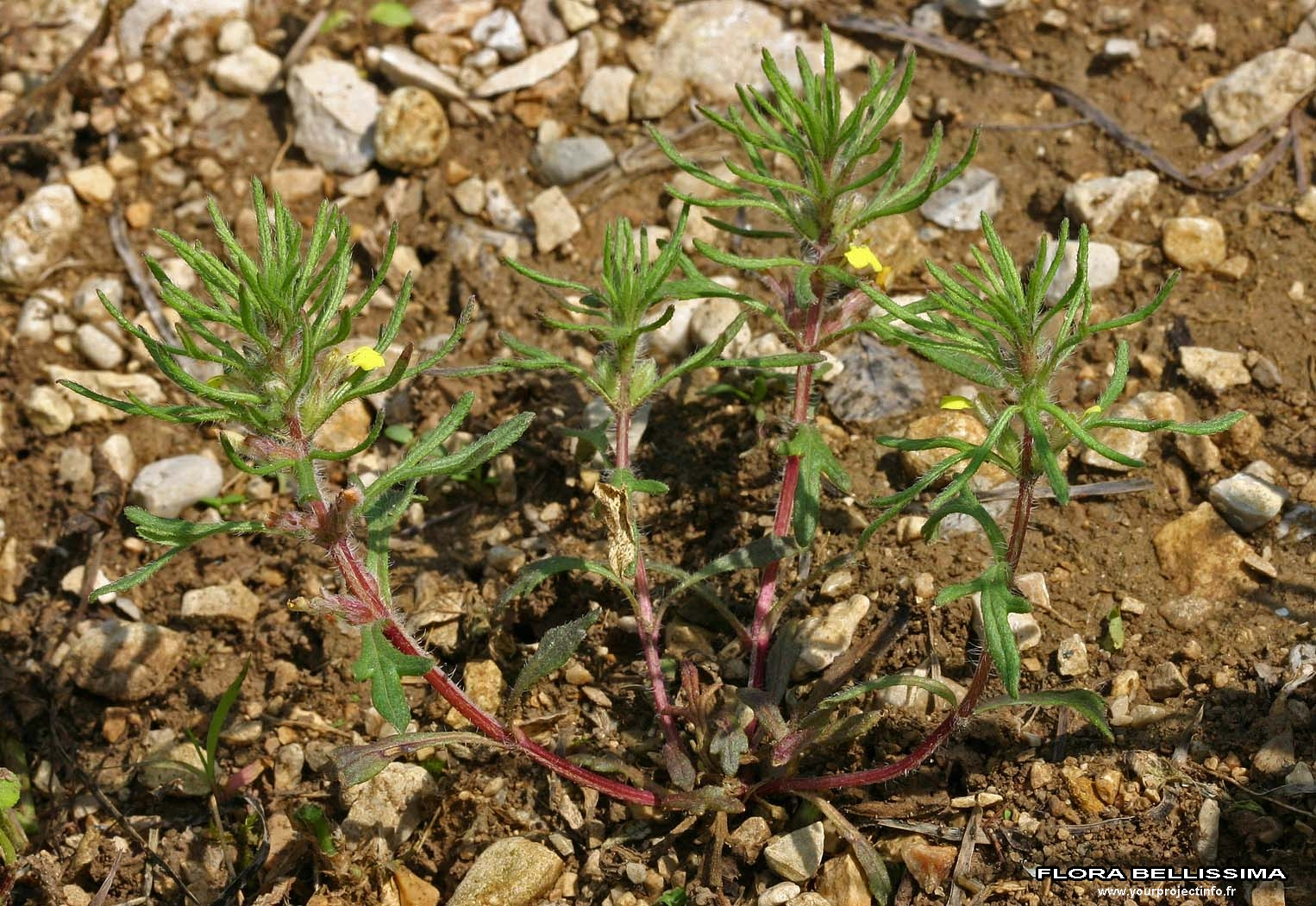
Plant
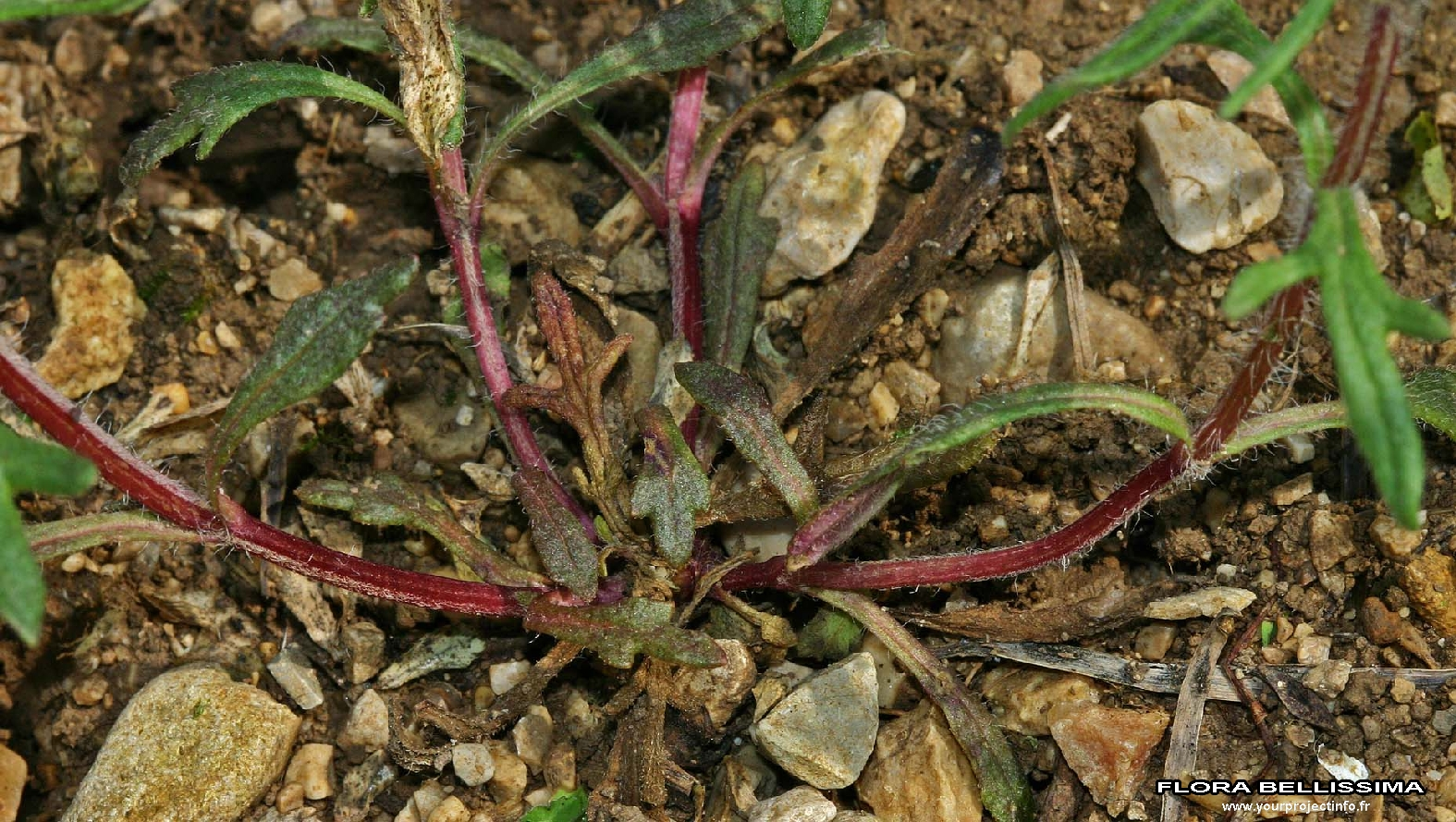
Plant
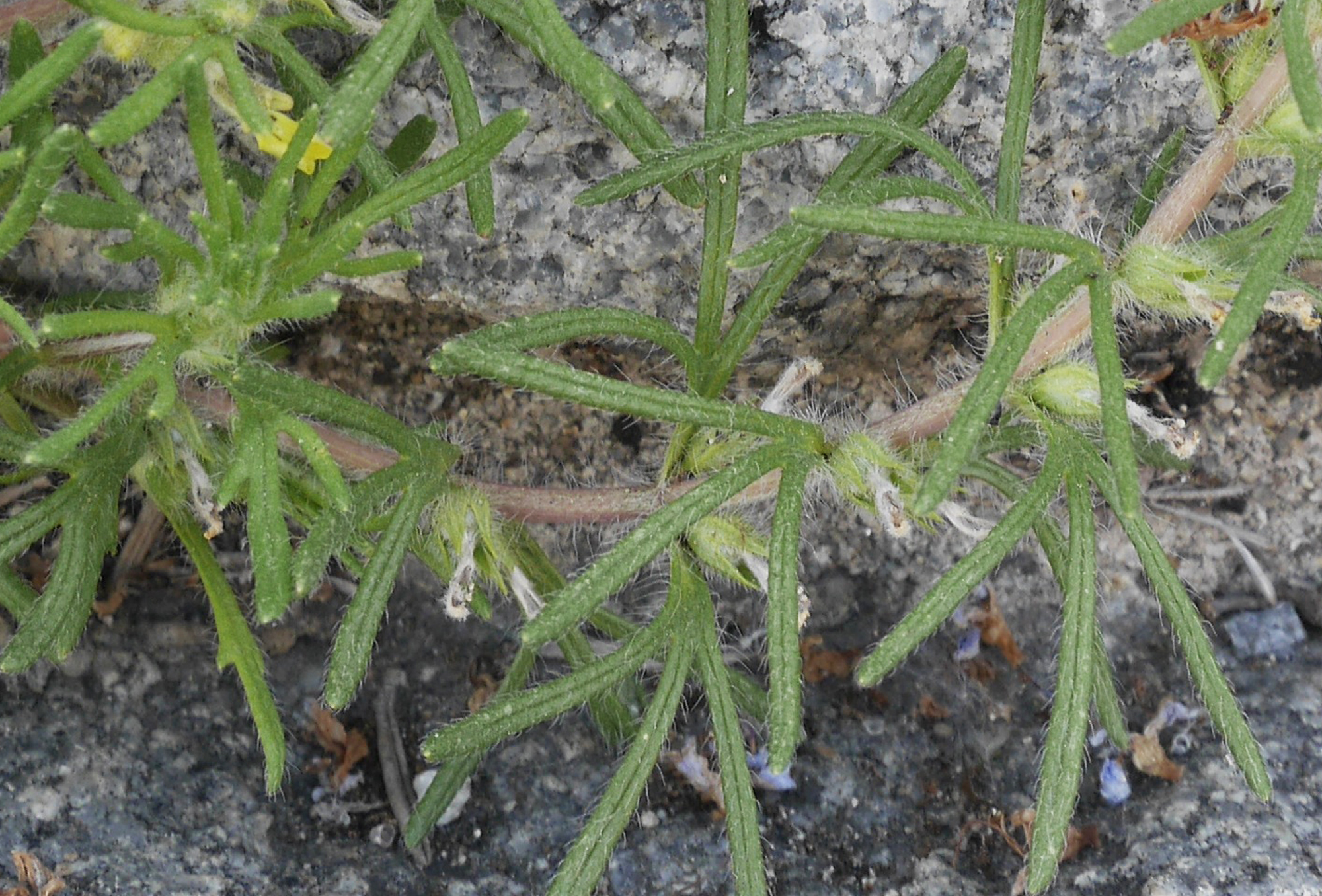
Bladeren
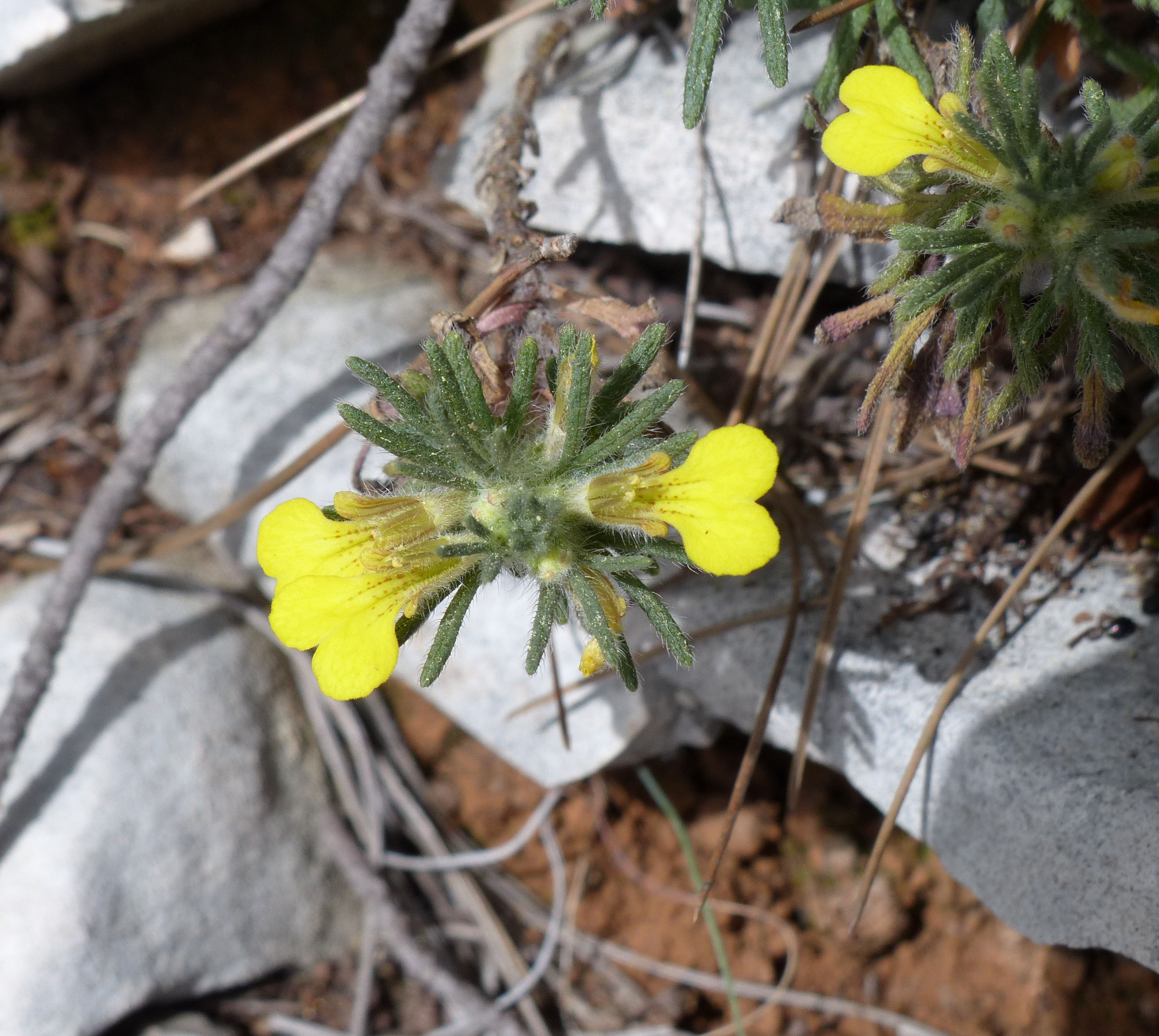
Bloem
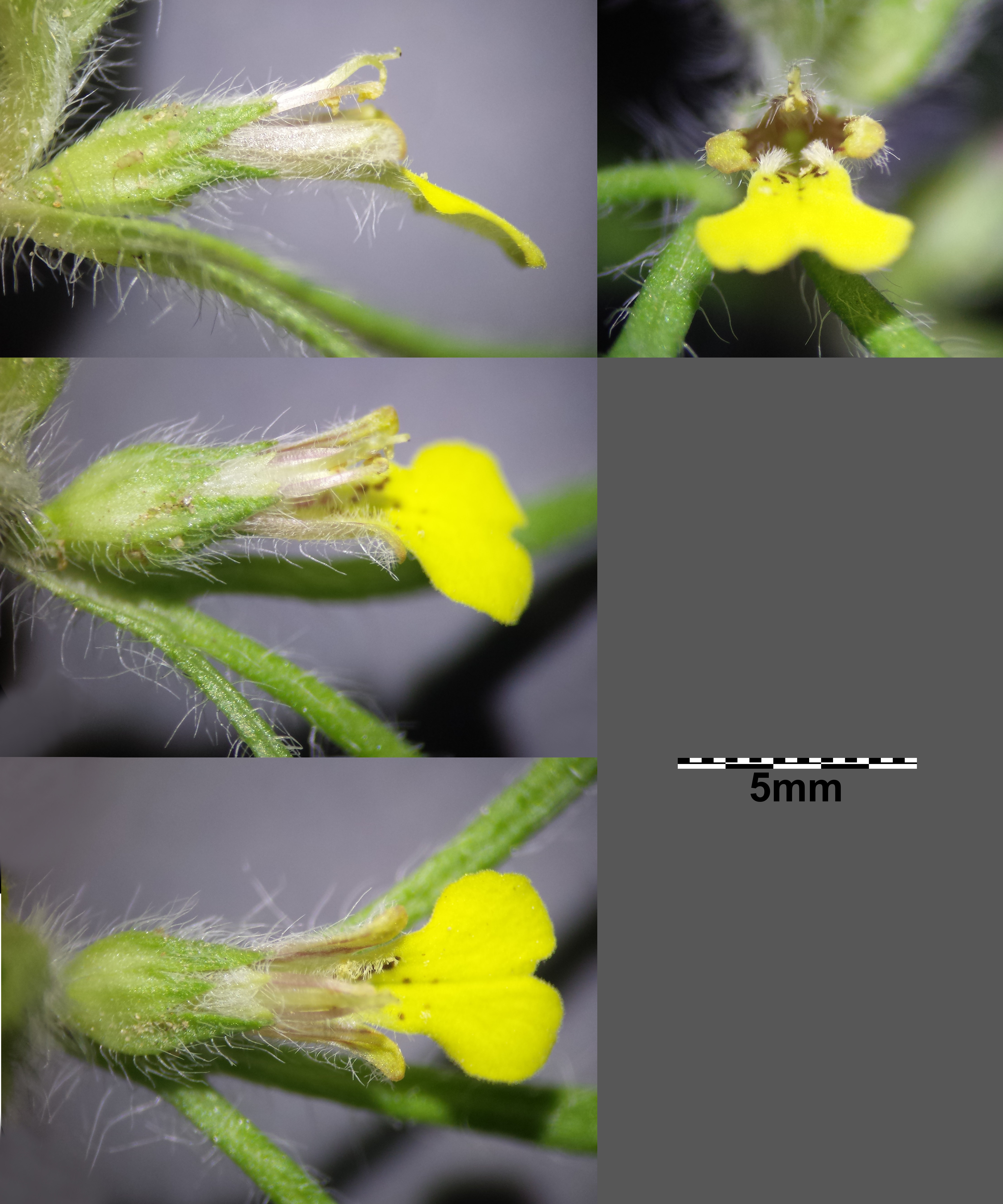
Bloem
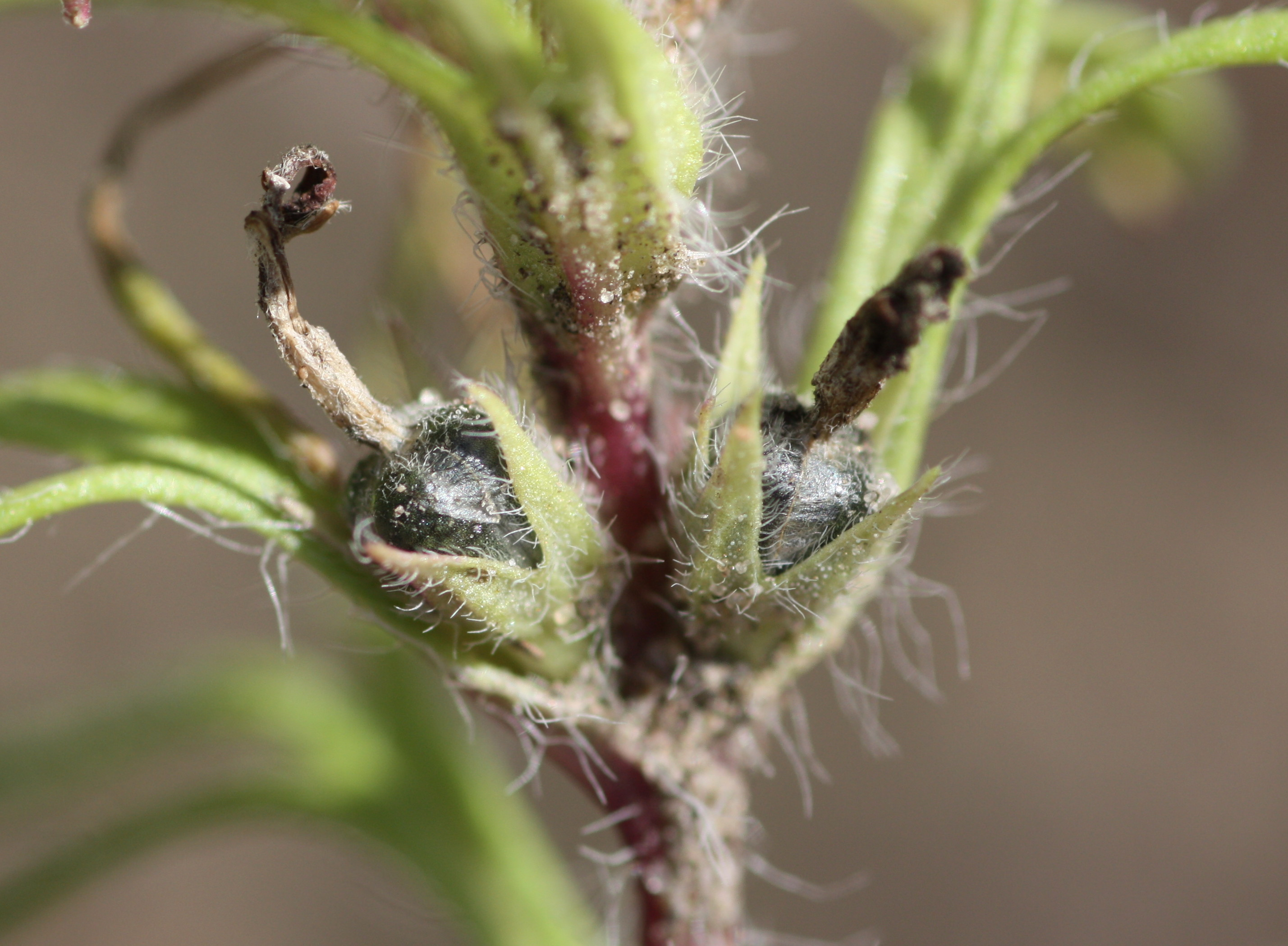
Vruchten
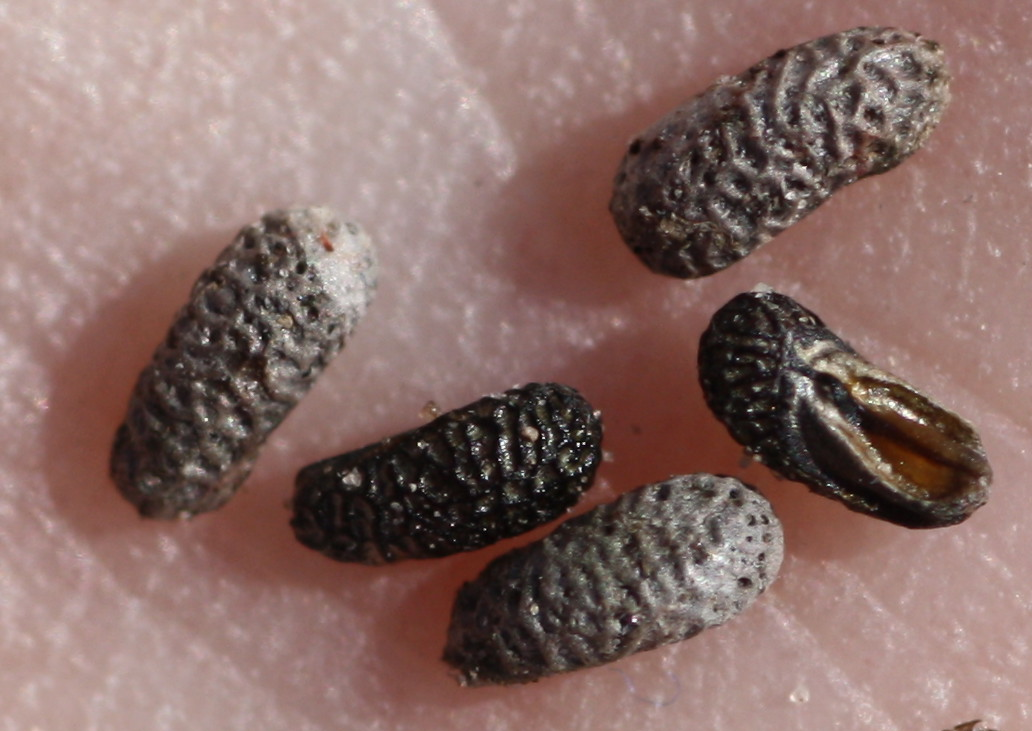
Zaden

## Ecologie en verspreiding
Akkerzenegroen staat op open, zonnige, matig droge tot matig vochtige, matig voedselrijke, kalkrijke, verstoorde, vaak stenige bodems. Het is een warmteminnaar die groeit in akkers, in schrale droge graslanden, in wijngaarden, langs bosranden, in bermen en daarnaast zeldzaam op muren. Deze pionier bereikt in Europa zijn noordwestgrens in Engeland en Nederland. Akkerzenegroen was vroeger zeer zeldzaam in Zuid-Limburg en langs de IJssel en werd in 1980 voor het laatst aangetroffen op Flakkee. De achteruitgang in een groot deel van haar areaal is vooral te wijten aan het verloren gaan van kalkgraslanden en eutrofiëring door intensievere landbouw. De gele bloemen, de vaak roodachtig aangelopen stengels, de gedeelde bladeren (die bij kneuzing een typische harsgeur verspreiden) en haar harigheid zijn karakteristiek. De rijkelijk geproduceerde, zwarte zaden worden niet ver verspreid en kunnen een zaadbank vormen waarvan de zaden tot 50 jaar kiemkrachtig blijven.

## Gebruik
De soort werd vroeger ook medicinaal gebruikt, met name tegen jicht.

## Namen in andere talen
De namen in andere talen kunnen vaak eenvoudig worden opgezocht met de interwiki-links.
- Duits: Gelber Günsel
- Engels: Yellow Bugle, Ground Pine
- Frans: Bugle jaune, Bugle petit pin